# Limos
Limos (grekiska: λιμός, ”svält”) var svältgudinnan i grekisk mytologi, motsatsen till skördens gudinna Demeter, vilken hon aldrig kunde träffa personligen. Hon var dotter till Eris. Hon hade många syskon: Horcus, Ponos, Algea, Hysminai, Makhai, Phonoi, Androktasiai, Neikea, Pseudologoi, Amphilogiai, Dysnomia, Ate och Lethe. De var alla personifieringar av felaktigheter eller negativa fenomen, som smärta, slagsmål, mord, lögner och glömska.
Linos sades bo i en karg ödemark där ingenting kunde växa ur jorden. 